# تام کاراباچیان
آنتونیو کاراباچیان آرائوژو ( پرتغالی: Antônio Karabachian Araújo؛ زادهٔ ۱۱ ژانویهٔ ۱۹۹۷) بازیگر سینما، تلویزیون و تئاتر ارمنی‌تباراهل برزیل است. وی از سال ۲۰۱۳ میلادی تاکنون مشغول فعالیت بوده‌است.

## زندگی‌نامه
وی در  ۱۱ ژانویهٔ ۱۹۹۷ در ریو دو ژانیرو از والدینی به نام‌های پائولینهو موسکا و نانا کاراباچیان  به دنیا آمد .